# Апсолутна конвергенција
За математички низ или интеграл каже се да је апсолутно конвергентан, ако је сума низа или интеграл апсолутних вредности чланова низа или функције под интегралом коначна. 

## Апсолутна конвергенција математичког низа
Реалан или комплексни низ {\displaystyle \sum _{n=0}^{\infty }a_{n}} је апсолутно конвергентан ако: {\displaystyle \sum _{n=0}^{\infty }\left|a_{n}\right|<\infty .}

## Апсолутна конвергенција интеграла
Интеграл:
{\displaystyle \int _{A}f(x)\,dx}
је апсолутно конвергентан ако је интеграл апсолутне вредности интеграљене функције коначан:
{\displaystyle \int _{A}\left|f(x)\right|\,dx<\infty .}

## Примери
- Низ {\displaystyle \sum _{n=1}^{\infty }{\frac {(-1)^{n-1}}{n^{2}}}} је апсолутно конвергентан јер важи: {\displaystyle \sum _{n=1}^{\infty }\left|{\frac {(-1)^{n-1}}{n^{2}}}\right|=\sum _{n=1}^{\infty }{\frac {1}{n^{2}}}={\frac {\pi ^{2}}{6}}}.

- Низ степени експоненцијалне функције {\displaystyle \exp(z)=\sum _{n=0}^{\infty }{z^{n} \over n!}} је апсолутно конвергентан за свако комплексно {\displaystyle z\;}.
- Генерално важи да је низ потенција реалног или комплексног аргумента апсолутно конвергентан унутар радијуса конвергенције.
- Алтернирајући хармонијски низ {\displaystyle \sum _{n=1}^{\infty }{\frac {(-1)^{n-1}}{n}}} је конвергентан. Он, међутим, није апсолутно конвергентан, јер ако покушамо да докажемо конвергенцију добијамо: {\displaystyle \sum _{n=1}^{\infty }\left|{\frac {(-1)^{n-1}}{n}}\right|=\sum _{n=1}^{\infty }{\frac {1}{n}}}, што је низ познат као хармонијски низ. Тај низ је дивергентан.